# Juin 1964

## Évènements
- 8 juin : le conseil législatif national est remplacé par une assemblée en Papouasie-Nouvelle-Guinée.

- 9 juin : Lâl Bahâdur Shâstrî devient premier ministre de l'Inde (fin en 1966). Il réduit les compétences de la commission du Plan, alors le centre nerveux du gouvernement. Il pense que le secteur agricole, en Inde, commande à tous les autres secteurs, et que la planification dans ce domaine doit être assouplie. Indira Gandhi devient ministre de l'Information.

- 12 juin (Afrique du Sud) : Nelson Mandela, ancien vice-président de l'African National Congress est condamné à la détention à perpétuité au procès de Rivonia. Vague de protestation contre l'apartheid. L'ANC crée Umkhonto we Sizwe (« La lance de la nation ») en vue de la lutte armée.

- 14 juin (Formule 1) : Grand Prix automobile de Belgique.

- 15 juin : début de la publication du Journal de Montréal.

- 20 juin : départ de la trente-deuxième édition des 24 Heures du Mans.

- 21 juin : victoire de Jean Guichet et Nino Vaccarella aux 24 Heures du Mans.

- 26 juin : premiers désaccords entre socialistes et démocrates-chrétiens en Italie. À la suite du vote contraire de la Chambre sur le budget de l'Éducation nationale, Aldo Moro démissionne et constitue son second gouvernement de centre gauche après une crise difficile, troublée sur de multiples rumeurs sur l'éventualité d'un coup d'État.

- 28 juin (Formule 1) : Grand Prix automobile de France.

## Naissances
- 2 juin : Hassan Iquioussen, conférencier islamique francophone marocain.
- 5 juin : Matata Ponyo Mapon, homme politique congolais.
- 9 juin : Gloria Reuben, actrice, chanteuse et productrice canadienne.
- 10 juin : Ben Daniels, acteur britannique.
- Vincent Perez, acteur, réalisateur et scénariste franco-suisse.
- 11 juin : Jean Alesi, coureur automobile français F1.
- 12 juin : Philippe Bouvatier, cycliste français († 7 avril 2023).
- 13 juin : Mongi Rahoui, homme politique tunisien.
- 14 juin : Vincent Dubois, humoriste français.
- 15 juin : Courteney Cox, actrice américaine.
- 18 juin : Igor Makarikhine, physicien russe.
- 19 juin : Boris Johnson, Ancien maire de Londres et homme d'État britannique.
- 21 juin : Doug Savant, acteur américain (série : Desperate Housewives).
- 22 juin : Dan Brown, écrivain américain (Da Vinci Code).
- 24 juin :
  - Philippe Fargeon, footballeur français.
  - Jean-Luc Delarue, animateur et producteur de télévision français († 23 août 2012).
- 25 juin : 
  - Erica Gimpel, actrice et chanteuse américaine.
  - Guela Patiachvili, artiste géorgien.
- 27 juin :
  - Johnny Herbert, pilote F1 britannique.
  - Serge Le Dizet, footballeur et entraîneur français.
  - Marie Sara, rejoneadora française.

## Décès
- 3 juin : Frans Eemil Sillanpää, écrivain finlandais (° 1888).
- 9 juin : Max Aitken, homme politique et homme d'affaires.
- 21 juin : Jan Mertens, coureur cycliste belge (° 2 mars 1904).